# Mảng biển Aegea

Mảng biển Aegea (còn được gọi là Mảng "Hy Lạp" (Hellenic Plate) hay Mảng Aegea) là một mảng kiến tạo  nhỏ ở phía đông biển Địa Trung Hải dưới phía nam Hy Lạp và viễn tây Thổ Nhĩ Kỳ. Bờ phía nam của mảng đó là một khu bị hút chìm ở phía nam Crete, nơi mà mảng châu Phi bị cuốn vào dưới mảng biển Aegea. Theo phía bắc là mảng Á-Âu, có một ranh giới phân kỳ chịu trách nhiệm sự hình thành của Vịnh Corinth.